# Мэннион, Гэвин
Гэвин Мэннион  (англ. Gavin Mannion; род. 24 августа 1991 в Дедеме, штат Массачусетс, США) — американский профессиональный шоссейный велогонщик, выступающий за проконтинентальную команду «UnitedHealthcare».

## Достижения
2012
3-й Чемпионат США U23 в групповой гонке
2013
1-й  Молодёжная классификация Тур Гилы
2015
2-й Редлендс Классик
3-й Тур Гилы
3-й Каскейд Классик
2017
2-й Тур Юты
2-й Каскейд Классик
3-й Гонка Джо Мартина
2018
1-й  Классика Колорадо
1-й Этап 2 (ИГ)
2-й Тур Гилы
1-й Этап 5